# Salamanca
För andra betydelser, se Salamanca (olika betydelser).
Salamanca (spanskt uttal: [salaˈmaŋka]) är en stad och kommun i den autonoma regionen Kastilien och León i västra Spanien. Staden ligger vid floden Tormes, cirka 176 kilometer nordväst om Madrid. Salamanca är huvudort i provinsen med samma namn. Kommunen har 144 866 invånare (2024), på en yta av 39,56 km². Salamanca är en universitetsstad, där en betydande andel av invånarna är studerande.

## Historia
Staden grundades runt 300-talet f.Kr. av kelter. Salamanca har genom historien styrts av olika imperier, däribland romarriket. Precis som övriga Spanien präglas stadens historia av krig och Salamanca påverkades i allra högsta grad av det spanska inbördeskriget, då Franco förlade nationalisternas högkvarter till staden under kriget.
Vid universitetet i Salamanca uppstod den så kallade Salamancaskolan under 1500-talet, vilken fick avgörande för rättsfilosofin. Den har även sagts ha grundat den ekonomiska vetenskapen, folksuveränitetsprincipen och kontraktualismen, alla betydelsefulla begrepp i det moderna samhället.